# Ejderkanalen
Ejderkanalen (oprindelig Slesvig-Holstenske Kanal eller Schleswig-Holsteinischer Canal) var den første kanalforbindelse mellem floden Ejderen ved Rendsborg og Kielerfjorden ved Holtenå.
Kanalen blev anlagt af det danske monarki i 1784 som forbindelse mellem floden Ejderen, åen Levenså og østkysten, der gjorde det muligt at sejle mellem Vesterhavet og Østersøen uden at runde Skagen. Navnet Schleswig-Holsteinischer Canal skyldtes at kanalen fulgte grænsen mellem de to hertugdømmer Slesvig og Holsten. Den var i brug frem til 1896.
Dele af Ejderkanalen og dens sluser er bevaret. Andre dele indgik i Kielerkanalen, som blev indviet 1895.

## Historie

### Baggrund
Allerede i 1571 under Adolf af Holsten-Gottorp planlagdes en kanal, som skulle forbinde Kielerfjorden med Ejderen og dermed skabe en vandvej mellem Østersøen og Vesterhavet. Med en sådan forbindelse kunne den 900 kilometer lange vej nord om Jyllands nordspids undgås. Forslaget om en kanal fremkom igen i 1600-tallet under Christian IV og hertug Frederik III, men hverken ved den ene eller den anden lejlighed blev forslaget omsat til handling. Først med indkorporeringen af Holsten-Gottorp i den danske helstat (ved bytte med Grevskabet Oldenburg ved traktaten i Tsarskoje Selo 1773) blev de fornødne geopolitiske forudsætninger for kanalbyggeriet anset for at være tilstede og dermed for et fornyet forsøg.
Et nyt initiativ blev taget af Andreas Peter Bernstorff, daværende leder af det Tyske Kancelli i København. Merkantilismen var i sin fulde blomstring, og blandt de mange statslige tiltag var også planerne om en kanal tværs over Hertugdømmet Slesvig. En varm fortaler for projektet var den slesvigske borgmester og iværksætter Georg Bruyn, en broder til Johann von Bruyn. I 1773 blev en ingeniør, Wilhelm Theodor Wegener (1724-1792), fra 1784 også svigerfader til Carsten Anker, forfremmet til generalmajor og generaldirektør for opmåling. I denne egenskab fremlagde han i februar 1774 et første projektudkast: det forudså, at Husum i vest og Egernførde i øst skulle være udmundingshavne for en kanal. Fra Husum skulle der være en kanalforbindelse til Treene. Ved Hollingstedt ved Treene skulle en anden del af kanalen have forbindelse med Slien. Og endelig var der planer om at bygge en tredje sektion fra kommunen Flækkeby til Egernførde for at undgå Sliens lavvandede områder. Selv om Wegeners plan ikke fandt tilslutning i den københavnske centralforvaltning, betød den en fremskyndelse af andre aktiviteter til fremme af projektet.
Endnu så sent som i 1774 blev indledt undersøgelser af en mulig alternativ linjeføring mellem Kiel og Elbens nedre løb vest for Hamborg. Ved denne linjeføring skulle den glaciale rende fra Øvre Ejder, Bothkamp, Bordesholm og Einfelder See indgå i anlægget. Efter vandskellet ved Einfelder See skulle Nederelben nås via de to floder Schwale og Stör.

### Beslutningen
Allerede i april samme år oprettedes en kanalkommission af Christian 7. af Danmark ved en kabinetsordre. Denne sagde blandt andet:
"Eftersom Vi ser Os gennem det Højestes forsyn nu i udelt besiddelse af hertugdømmet Holsten, har Vi til gavn for vores kære og trofaste undersåtter truffet den faderlige beslutning om at forene Østersøen og Nordsøen ved at grave en kanal, der - for så vidt angår natur og placering tillader det, skal være mindst 5 til 6 fod dyb, for derved at fremme og udvide handelen og fremme alle næringsveje i landet."
Andreas Peter Bernstorff blev medlem af kanalkommissionen, men formandskabet blev overtaget af den i Tyskland fødte og daværende leder af Skatkammeret købmand Heinrich Schimmelmann. Den ansvarlige for hertugdømmet, guvernør Carl af Hessen - en ven af Wegener - ledede på Gottorp Slot en lokal arbejdskommission. Den praktiske gennemførelse af kanalbyggeriet blev forestået af general von Wegener og ingeniørofficererne August Hinrich von Detmers (1730–1781) og Friedrich Hermann Peymann (1732–1817).

### Byggeriet
Efter de nødvendige landopmålinger begyndte byggearbejderne i 1776 med regulering af Ejderen mellem Frederiksstad og Rendsborg. I alt kunne Ejderen udnyttes i en længde på 130 kilometer. Den gravede del af anlægget havde en længde på 34 kilometer og påbegyndtes i juli 1777 i nærheden af Holtenå ved Kiel Fjord. Den samlede længde for hele anlægget mellem Kiel fjord mod øst og Ejderens udmunding i Vesterhavet i vest blev 173 kilometer. I efteråret 1784 afsluttedes byggearbejderne. I 1785 åbnedes kanalen for skibe fra alle nationer og blev dermed den mest trafikerede i Europa.

#### Sluser
På strækningen mellem Kiel og Rendsburger Obereiderseeen var højdeforskellen ca. syv meter, hvilket krævede opførelse af seks dobbeltsluser på følgende steder:
- Holtenå
- Knoop
- Rathsmannsdorf
- Königsförde
- Kluvensiek
- Rendsborg

#### Pakhuse
Omtrent samtidig med kanalen (1780-83) opførtes tre pakhuse (i Kiel-Holtenå, Rendsborg og Tønning). De tre pakhuse var ensartede i deres konstruktion og tjente som steder for oplagring, opbevaring og håndtering af store mængder varer som uld, korn, kaffe og salt. Der var lagt vægt på, at bygningerne skulle markere den økonomiske og politiske betydning, som den nye vandvej skulle have for hele den danske stat.
Alle tre bygninger er bygget af mursten i en trækonstruktion med tre dækkende gulve og et fuldt udviklet loftsrum. Forsiden af bygningen afbrydes af en midtrisalit, hvor der er indlæsningsporte. De to pakhuse i Holtenå og Tønning har sammenlignelige gulvområder: bygningen i Tønning har en længde på 77,5 m og en bredde på 12,6 m og dermed et opbevaringsareal på ca. 4.000 m². Med et areal på 29,5 m × 12,6 m er pakhuset i Rendsborg mindre end de to andre bygninger.
Hele byggeriet afsluttedes i efteråret 1784. Omkostningerne udgjorde ca. 9 mio. mark, heraf 390.000 mark til dækning af køb af jord og til erstatninger.

## Forløb og tekniske forhold
Kanalen løb fra Kiel Fjord på grænsen mellem hertugdømmerne Slesvig og Holsten. Kanalen begyndte i det tidligere flodleje af Levensau syd for det stadig eksisterende fyrtårn i Holtenau, forbi pakhuset til den første sluse, som stadig eksisterer i dag. Derefter syd forbi gården Knoop, hvor den anden sluse var. På punkterne for disse to sluser fandtes der allerede broer over Levensau. På en kort strækning fulgte kanalen nu ikke Levensau vestpå, men gik mod nordvest mod Achtstückenberg (23 m over havets overflade) til den tredje sluse, Rathmannsdorf sluse. Med disse tre sluser var kanalen hævet 7 m over havets overflade. Kanalen fra Knoop til Rathmannsdorf-slusen er bevaret med rester af slusesystemet.
Videre i sydvestlig retning omkring Achtstückenberg blev kanalen ført videre norden om Suchsdorf for at nå flodlejet for Levensau og fortsætte videre mod vestlig og sydlig retning forbi godset Warleberg. Langs et stemmeværk (i det nuværende sogn Quarnbek) blev en forbindelse til Flemhuder sø bygget, hvorved Ejderen blev nået. Kanalen løb derefter sydpå fra godset Rosenkranz til Klein Königsförde.
Efter den fjerde sluse i lille Königsförde gik kanalen videre over godset Georgenthal til femte sluse i Kluvensiek. Denne strækning udnyttede et langt stykke floden Ejderen, som fra Klein Königsförde gik nordover til Grünhorst og derefter sydpå over Sehestedt til Kluvensiek. Strækningen fra Klein Königsförde over Kluvensiek til Hohenfelde er stadig bevaret med rester af slusesystemet. Herfra fulgte kanalen Eideren. Dette flød derefter direkte Schirnau, Lehmbek, Borgstedt forbi Rendsborg, hvor den sjette og sidste sluse var. Her lå et andet pakhus. Fra Rendsborg førte vandvejen det naturlige forløb af floden Ejderen over 130 km til dens udmunding i Nordsøen ved Tønning, hvor et tredje pakhus ligger.
Kanalen havde således en længde på 34 km gennem seks sluser (ved Holtenå, Knoop, Rathmannsdorf, Königsförde, Kluvensiek og Rendsborg) og delvis gennem åen Levenså. Bredden var over 15 meter. Det højeste afsnit lå mellem Rathmannsdorf og Königsförde, her indgik tillige Flemhuder sø i systemet, som tillige sikrede kanalens vandforsyning. Slusen ved Klein-Königsförde havde en løftehøjde på 2,3 meter, og slusekammeret var 35 x 7,8 meter. Anlægget var det største i sin tid. Over slusen går en vej med vindebro af hollandsk type.
Kanalens bund havde en bredde på 17-18 meter, bredden ved vandoverfladen var 28,7 meter, og kanalen var 3,45 meter dyb. Tværsnitsarealet i kanalen var således ca. 83 m². Kanalen var beregnet til skibe med højst 7,5 meters bredde og 28,7 meters længde (op til 230 ton lastevægt) samt 2,7 meter dybgang.
Skibe kunne kun sejle i medvind, ellers måtte de bugseres gennem kanalen ved hjælp af hesteforspand. Trækveje fandtes langs begge sider af kanalen i hele dens længde. Hestestationer fandtes i Regensburg, Kluvensiek, Landwehr og Holtenau.
Rejsen mellem Kiel og Rendsborg tog ti-tolv timer og til Tønning cirka 3-4 dage. Dampskibe brugte 10-15 timer til gennemsejlingen.

## Skibsfart gennem kanalen
Skibsfart via kanalen år for år:
| År   | Antal | År   | Antal | År   | Antal |
| ---- | ----- | ---- | ----- | ---- | ----- |
| 1784 | 56    | 1803 | 3.495 | 1822 | 2.603 |
| 1785 | 438   | 1804 | 2.549 | 1823 | 2.468 |
| 1786 | 365   | 1805 | 3.417 | 1824 | 2.496 |
| 1787 | 563   | 1806 | 2.849 | 1825 | 2.659 |
| 1788 | 563   | 1807 | 1.596 | 1826 | 2.363 |
| 1789 | 897   | 1808 | 683   | 1827 | 2.650 |
| 1790 | 853   | 1809 | 1.125 | 1828 | 3.247 |
| 1791 | 1.137 | 1810 | 1.097 | 1829 | 2.589 |
| 1792 | 1.543 | 1811 | 995   | 1830 | 2.999 |
| 1793 | 2.248 | 1812 | 1.315 | 1831 | 2.434 |
| 1794 | 1.966 | 1813 | 927   | 1832 | 2.654 |
| 1795 | 1.822 | 1814 | 2.500 | 1833 | 2.405 |
| 1796 | 2.096 | 1815 | 2.004 | 1834 | 2.583 |
| 1797 | 1.912 | 1816 | 2.588 | 1835 | 2.328 |
| 1798 | 2.165 | 1817 | 3.072 | 1836 | 2.524 |
| 1799 | 2.499 | 1818 | 2.345 | 1837 | 2.619 |
| 1800 | 2.117 | 1819 | 2.492 | 1838 | 2.442 |
| 1801 | 2.444 | 1820 | 2.784 | 1839 | 2.814 |
| 1802 | 3.651 | 1821 | 2.864 | 1840 | 2.945 |

og 1841: 2.556 skibe
kilder: Thaarup, tabel XXVIII, J.C. Lund, s. 377; H. Lund, s. 660

### Efter 1864
I sine omkring hundrede år gennemsejledes vandvejen af ca. 300.000 skibe. I 1872 var der 5.222 passager.
Kanalen var i brug frem til 1896, da den blev afløst af Kielerkanalen (der har omtrent den halve strækning til fælles med Ejderkanalen). Det skyldtes, at den fremvoksende dampskibsfart havde svært ved at bruge kanalen, der tillige fra 1880-erne havde for lille kapacitet.

## Minder fra kanalen
Ved byen Knoop på den slesvigske side af kanalen er resterne af Ejderkanalen bevaret. I Rendsborg og Kluvensik findes slusemestrenes huse endnu. Også nogle af sluserne findes endnu. I forbindelse med kanalen blev der i Holtenå, Rendsborg og Tønning bygget store pakhuse.
I Holtenå blev opsat en tavle med følgende tekst:
CHRISTIANI VII
IUSSU ET SUMTIBUS
MARE BALTICUM OCEANO
COMMISSUM.
MDCCLXXXII
Der kan oversættes til: Efter beslutning og bekostning af Christian 7. blev det baltiske hav (Østersøen) og oceanet forbundet i året 1782.

## Billeder
- Slusen i Kluvensiek
- Slusen i Klein-Königsförde
- Kanalen ved Klein-Königsförde
- Slusen i Rathmannsdorf